# Celso Ortiz
Celso Fabián Ortiz Gamarra est un footballeur international paraguayen né le 26 janvier 1989 à Asuncion. Actuellement avec le CF Monterrey, il évolue au poste de milieu de terrain.

## Palmarès
- Cerro Porteño
  - Champion du Paraguay :
    - Vainqueur : 2009 (Apertura)